# Наводнение в Карачи (2009)
Наводнение в Карачи началось в июле 2009 года после продолжительных дождей, приведших к выходу из берегов нескольких крупных рек в провинции Синд. От наводнения погибло по меньшей мере 26 человек. Главный метеоролог Пакистана Камар-уз-Заман сказал, что в Карачи выпало за сутки 14.7 см осадков.

## Ход стихийного бедствия
В результате продолжительных муссонных дождей часть города Карачи попала в зону затопления. Были повреждены сотни домов и линии электропередач. Как сообщил мэр города Мустафа Камаль: люди тонули в воде, гибли от ударов током и от обрушения крыш зданий. Также он заявил, что погибло 26 человек, однако эта цифра не окончательная и погибших может быть больше. В результате наводнения часть города осталась без электричества.
Одной из причин гибели людей является то, что в Карачи устаревшая дренажная система, которая делает город уязвимым для наводнений. По заявлением пакистанских чиновников эта ситуация будет исправлена в ближайшее время[какое?]. 